# Louis-Philippe-Plateau
Das Louis-Philippe-Plateau (in Argentinien Cordón Angustia, in Chile Cordón Puga) ist eine 17,5 km lange und 6 km breite Hochebene auf der Trinity-Halbinsel im Norden des westantarktischen Grahamlands. Sie ist bis zu 1370 m hoch und nimmt den zentralen Teil der Halbinsel zwischen dem Russell-East-Gletscher und dem Windy Gap ein.
Die vom UK Antarctic Place-Names Committee 1948 vorgenommene Benennung ist eine Anpassung der Benennung des französischen Polarforschers Jules Dumont d’Urvilles als Terre Louis Philippe während dessen Antarktisexpedition (1837–1840), bei der dieser das Gebiet um die Trinity-Halbinsel erkundete. Namensgeber ist der französische König Louis-Philippe I. (1773–1850). Die argentinische Benennung bedeutet so viel wie Kummerkette, während der Namensgeber der chilenischen Benennung der chilenische Mediziner Federico Puga Borne (1855–1935) ist.